# Winfried Neuhäuser
Winfried Neuhäuser (* 12. Januar 1947) ist ein ehemaliger deutscher Fußballspieler.

## Karriere
Winfried Neuhäuser spielte Fußball im schwäbischen Amateurbereich beim TSV Eningen und wechselte 1966 zum SSV Reutlingen 05. Im Zeitraum bis 1972 absolvierte er 152 Spiele in der zweitklassigen Regionalliga Süd spielten und erzielte dabei 23 Tore. Der Mittelfeldspieler debütierte am letzten Spieltag der Saison 1966/67, am 14. Mai 1967, in der Regionalliga Süd. Trainer Richard Schneider brachte Neuhäuser beim 3:2-Auswärtserfolg gegen den 1. FC Pforzheim auf Halbrechts im damaligen WM-System zum Einsatz. In seiner zweiten Runde bei den Rot-Schwarzen vom Fuße der Alb, 1967/68, erlebte der Mann aus Eningen mit dem SSV seine beste Rundenplatzierung: Hinter Meister FC Bayern Hof (mit Rekordtorjäger Wolfgang Breuer) und Vizemeister Kickers Offenbach (mit Hermann Nuber) belegte das Team vom Kreuzeichstadion den 3. Rang. Neuhäuser in 32 Ligaeinsätzen zehn Tore an der Seite von Mitspielern wie Theo Diegelmann (Torhüter), Günther Kasperski, Rolf Schafstall, Herbert Ammer, Willibald Mikulasch und Harald Braner erzielt. Neben dem ehemaligen Trainer des 1. FC Kaiserslautern, Richard Schneider, hatte es Neuhäuser in seinen Reutlinger Jahren im Stadion an der Kreuzeiche auch noch mit Werner Roth, Pál Csernai und Willibald Hahn zu tun. Nach der Saison 1971/72, er war nochmals in 32 Ligaspielen aufgelaufen und hatte drei Tore erzielt, schloss er sich dem Ligakonkurrenten Stuttgarter Kickers an.
Dort traf er 1972/73 auf seinen vormaligen Reutlinger Trainer Willibald Hahn und absolvierte wie Erich Schmeil alle 34 (drei Tore) Ligaspiele. Die Kickers belegten den achten Rang. Im letzten Jahr der alten zweitklassigen Regionalliga, 1973/74, kam er unter dem neuen Trainer Fritz Millinger auf 23 Ligaeinsätze (1 Tor) und die „Blauen“ rangierten auf dem sechsten Rang. Die Kickers wurden für die ab der Runde 1974/75 neu startende 2. Fußball-Bundesliga nominiert und in einer turbulenten Debütrunde, die Kickers wechselten bereits im September 1974 Trainier Millinger gegen Rudolf Kröner aus und konnten mit dem 16. Rang gerade noch die Klasse halten, absolvierte Neuhäuser 29 Zweitligaspiele. Im zweiten Jahr der 2. Bundesliga, 1975/76, kamen für Neuhäuser lediglich noch acht weitere Einsätze hinzu und im Sommer 1976 beendete er seine höherklassige Laufbahn.
Insgesamt kam er bei den Stuttgarter Kickers auf 94 Spiele in der Regional- sowie in der 2. Bundesliga.
Nach seiner Karriere war Neuhäuser noch als Trainer beim TSV Eningen tätig.